# Kline Biology Tower
Kline Biology Tower es un rascacielos en New Haven, Connecticut . El edificio alberga el Departamento de Biología de la Universidad de Yale y actualmente es el edificio más alto del campus de Yale y el cuarto más alto de New Haven. Fue el edificio más alto de la ciudad desde 1966 hasta 1969, y fue diseñado por Philip Johnson,  quien también diseñó los Laboratorios Kline de Geología y Química cercanos (y arquitectónicamente relacionados).